# Solène Kermarrec
Solène Kermarrec (* 1983 in Brest) ist eine in Deutschland tätige Cellistin. Sie spielt bei den Berliner Philharmonikern und gehört auch als erste Frau dem dort angegliederten Ensemble der 12 Cellisten an.

## Leben und Werdegang
Kermarrec begann im Alter von fünf Jahren, Cello-Unterricht an der Musikschule in Brest zu nehmen. Mit nur 16 Jahren ging sie an das Conservatoire National Supérieur de Musique in Paris, wo sie unter Jean-Marie Gamard lernte, der Mitglied des Streichquartetts Quatuor Via Nova war.
Drei Jahre später wechselte sie an die Budapester Franz-Liszt-Akademie bei Miklós Perényi und schloss ihr Studium in an der Universität der Künste in Berlin unter Wolfgang Boettcher ab. Dieser ermutigte Kemarrec 2007, bei der Karajan-Akademie der Berliner Philharmoniker vorzuspielen, wo sie auch angenommen wurde. Am 1. September 2009 wurde sie, nach der zweijährigen Probezeit, als erste Frau zum ordentlichen Mitglied in der Cello-Gruppe und somit auch in das Kammermusik-Ensemble der 12 Cellisten aufgenommen. Sie spielt zudem im Venus Ensemble Berlin.
Ihr Instrument wurde 1694 von dem bekannten mailändischen Geigenbauer Giovanni Grancino gefertigt.

## Auszeichnungen
- 1. Preis: Domenico-Gabrielli-Wettbewerb (2003)[4]
- 2. Preis sowie zwei Sonderpreise: Internationaler David Popper Violoncello-Wettbewerb Budapest (2004)[4]

## Diskographie
| Jahr | Titel | Label                              |
| ---- | --- | ---------------------------------- |
| 2008 | Various – Für Dich Soll's Rote Rosen Regnen. - Berliner Künstler Singen Für Die Gedächtniskirche! - Berlin Sagt Danke.                                                                               | RM-Records                         |
| 2012 | Boulez, Schoenberg, Gustav Mahler Jugendorchester – Pelleas And Melisande | Deutsche Grammophon                |
| 2017 | Berliner Philharmoniker, Adams, Dudamel, Gilbert, Petrenko, Rattle – The John Adams Edition | Berliner Philharmoniker Recordings |
| 2018 | Ludwig van Beethoven, Berliner Philharmoniker, Sir Simon Rattle, Mitsuko Uchida – Klavierkonzerte 1–5                                                                                                | Berliner Philharmoniker Recordings |
| 2019 | Anton Bruckner – Berliner Philharmoniker, Herbert Blomstedt, Bernard Haitink, Mariss Jansons, Paavo Järvi, Zubin Mehta, Seiji Ozawa, Sir Simon Rattle, Christian Thielemann – Symphonien 1–9         | Berliner Philharmoniker Recordings |
| 2021 | Gustav Mahler – Berliner Philharmoniker, Claudio Abbado, Gustavo Dudamel, Bernard Haitink, Daniel Harding, Andris Nelsons, Yannick Nézet-Séguin, Kirill Petrenko, Sir Simon Rattle – Symphonien 1–10 | Berliner Philharmoniker Recordings |
| 2023 | Dmitri Shostakovich, Berliner Philharmoniker, Kirill Petrenko – Symphonies 8 • 9 • 10 | Berliner Philharmoniker Recordings |